# François d'Elhoungne (1815-1892)
François Ferdinand Hommebon d'Elhoungne (Klundert (Nederland), 24 december 1815 - Gent, 27 maart 1892) was een Belgisch liberaal politicus en minister van Staat.

## Levensloop
D'Elhoungne was een zoon van de boekhandelaar Jean-François d'Elhoungne en van Arlette Van Heukelom. Hij trouwde met Ysaline Gérard. De Constituant Antoine-François d'Elhoungne was zijn oom.
Hij kwam in 1828 samen met zijn ouders in Gent wonen en behaalde er in 1835 een doctoraat in de rechten. Hij schreef zich onmiddellijk in aan de balie van Gent. Hij bleef advocaat tot aan zijn dood en was bij herhaling stafhouder van de Gentse balie.
In 1843 werd hij, met de steun van wat nog overbleef aan orangisten, op 28-jarige leeftijd als liberaal volksvertegenwoordiger verkozen voor het arrondissement Gent. Hij behoorde tot de groep van 'radicalen' rond Hippolyte Metdepenningen. In 1847 werd hij lid van de pas opgerichte Liberale Partij en werd meteen vicevoorzitter van de Gentse Liberale Associatie waarvan hij later ook voorzitter werd. Tegen die tijd had hij zich van de radicalen afgekeerd en behoorde hij tot de 'mainstream' van gematigde liberalen. 
D'Elhoungne zetelde in de Kamer van volksvertegenwoordigers tot in 1852. Hij werd opnieuw verkozen van 1866 tot 1870 en nogmaals van 1878 tot 1886. Daarna weigerde hij zich nog verkiesbaar te stellen omdat niet iedereen binnen de Gentse Liberale Associatie achter zijn kandidatuur stond.
In het parlement was d'Elhoungne actief in verscheidene domeinen zoals financies, verkiezingen, militaire zaken, maar vooral onderwijs. In volle schoolstrijd eiste hij in 1879 de hervorming van de schoolwet van 1842 die een uitgesproken katholiek karakter had.
In januari 1879 werd François d'Elhoungne door de liberale regering Walthère Frère-Orban benoemd tot minister van Staat.
Hij was lid van de vrijmetselaarsloge Les Vrais Amis in Gent.